# Sárszentlőrinc
Sárszentlőrinc est un village et une commune du comitat de Tolna en Hongrie.